# Ciro Spontoni
Ciro Spontoni (né v. 1552 à Bologne, dans les États pontificaux et mort en 1612 dans la même ville) est un homme politique, historien et écrivain italien de la Renaissance.

## Biographie
Né à Bologne, vers l'année 1552, Ciro Spontoni est successivement secrétaire de l'archevêque de Ravenne, de l'évêque de Policastro et du duc de Nemours. À la mort de ce prince il s’attacha au duc de Savoie, Charles-Emmanuel Ier, qu’il n’accompagna point, comme Fantuzzi l'a cru (Scrittori Bolognesi, 8, 32), dans son entreprise contre Genève, en 1602.
À cette époque, Spontoni était secrétaire du sénat à Bologne, après être resté quelque temps chez Rodolphe de Gonzague, marquis de Castiglione, et avoir fait la guerre en Hongrie et en Transylvanie avec le duc de Mantoue, Vincent Ier. 
Ciro Spontoni meurt dans sa patrie, en 1612.

## Œuvres
- Nereo, poema, con altre rime, Verone, 1588, in-4°, suivi du Pianto estatico in occasione della pericolosa infermità del marchese di Castiglione ;
- Le differenze poetiche di Torquato Tasso, ibid., 1587, in-8°. C’est une réponse du Tasse à Orazio Ariosto : Spontoni n’en fut que l’éditeur.
- Il Bottrigaro, ovvero del nuovo verso enneasillabo, ibid., 1589, in-4°. Ce dialogue est écrit en l’honneur d’Ercole Bottrigari.
- Corona del principe, suivi de la Traduction des Dialogues de Platon sur la justice, et de celle du Commentaire de Marsile Ficin sur le même ouvrage, ibid., 1590, in-4°, avec le portrait de l’auteur ;
- Ercole defensore di Omero, ibid., 1595, in-8°. C’est un dialogue, dans lequel on dispute entre autres choses sur les tyrans, sur la magie naturelle et sur les devoirs des femmes.
- Dodici libri del governo di stato, ibid., 1600, in-4° ;
- Ragguaglio del fatto d’arme seguito nell’Africa tra D. Sebastiano re di Portogallo, e Malei Auda Malucco (Abu Marwan Abd al-Malik), per riporre ne’ regni di Fetz, etc. Mehmeth il seriffo (Muhammad al-Mutawakkil), Bologne, 1601, in-4°. L’auteur ne se borne pas à donner des détails sur l’expédition du roi de Portugal en Afrique ; il s’amuse à raconter de prétendus prodiges, di due mila anni passati. Il décrit enfin la fameuse bataille donnée, le 4 août 1578, dans les plaines d’Alcaçarquivir, où les princes qui se disputaient un trône perdirent la vie.
- Azioni de’ re dell’Ungaria, ibid., 1602, in-fol. C’est une espèce de généalogie des rois de Hongrie, entremêlée de considérations politiques et militaires sur leur vie et leurs exploits. Elle va jusqu’à la fin de 1601.
- Il Savorgnano, ovvero del guerriero novello, ibid., 1603, in-8°. Ce dialogue porte le nom du marquis Germanicus Savorgnano, avec lequel l’auteur avait fait la guerre en Hongrie.
- Avvertimenti della storia (de Guichardin), o sieno considerazioni politiche scritte al Principe di Savoja, Bergame, 1608, in-8° ;
- Metoposcopia, ovvero commensurazione delle linee della fronte, Venise, 1626, in-8°, fig. ; réimprimé plusieurs fois. Dans l’édition donnée par Belforti (ibid., 1746), ce livre a été augmenté d’Una nuova fisonomia; d’un trattato de’ nei (des taches de naissance), et d’un altro sull’indole delle persone ;
- Istoria della Transilvania, ibid., 1638, in-4°, ouvrage posthume, en douze livres ;
- Il gran capitano Bartolomeo Coleone, e il generale Francesco Martinengo, suo antenope, inédit. Le manuscrit est dans la famille Beltramelli, à Bergame.